# Hôpital Fangcang
« Hôpital Fangcang » est en Chine un nom général donné à un hôpital militaire de campagne. 

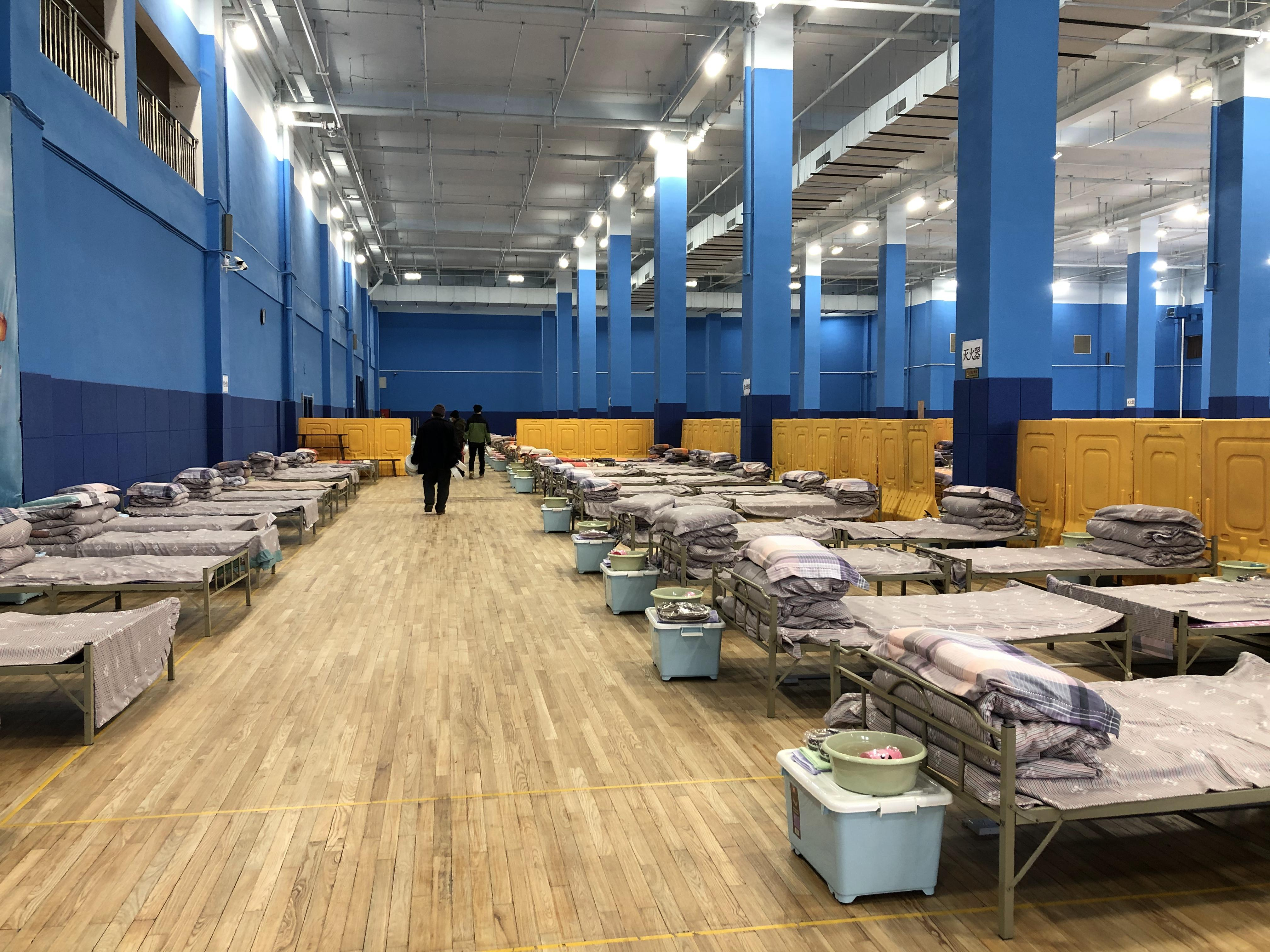
L'un des plus de dix hôpitaux Fangcang installés en février 2010 à Wuhan. Celui ci a été installé dans le centre sportif de Tazi Lake, réquisitionné et temporairement transformé en hôpital pour le traitement centralisé des personnes infectées par ce qu'on appelait alors la « pneumonie de Wuhan » ; il est dédié à l'isolement et au traitement de cas bénins (mais contagieux) de COVID-19 (lieu : avenue Houhu, district de Jiang'an, ville de Wuhan, province du Hubei en Chine)

Cependant lors de la pandémie de Covid-19, cette expression a pris le sens d'hôpital-refuge. Des hôpitaux de fortune, vastes et temporaires, ont été montés en quelques jours et à faible coût grâce à la réquisition de lieux publics existants tels que les stades, lieux de foire-exposition, etc. Ils visaient à lutter contre la diffusion de l'épidémie en soignant des milliers de malades contagieux, donc en faisant barrage à l'épidémie en limitant le risque de contagion. Certains de ces nouveaux types de Fangcang ont inclus des chambres d'hôtels et dortoirs scolaires ou universitaires, réquisitionnés pour accueillir les cas suspectés de Covid-19. 

Ces hôpitaux semblent avoir joué un rôle important dans la résolution de la crise sanitaire. La conclusion d'une étude chinoise récente est qu'en adoptant le concept d'hôpitaux-refuges Fangcang, beaucoup de pays et de communautés pourraient renforcer leur réponse à la pandémie actuelle de COVID-19 ainsi qu'aux épidémies et catastrophes futures. Les auteurs de cette étude suggèrent par exemple qu'à l'avenir, les cahiers des charges de conception et construction de grands lieux publics tels que stades, centres de congrès, centres d'exposition, gymnases, usines, entrepôts, etc. prévoient de faciliter une éventuelle conversion du lieu en hôpital-abri ou d'urgence en faisant en sorte que les équipements intérieurs puissent être rapidement retirés, que les entrées soient suffisamment grandes pour des lits d'hôpitaux et en intégrant un système de ventilation réduisant le risque d'infection croisée.

## Étymologie, définition générale
Fangcang (方 舱 en chinois simplifié ;  方 艙 en chinois traditionnel ou fāngcāng en pinyin) signifie « cabine carrée ».

Ce mot chinois évoque une structure de construction modulaire mobile formée en utilisant une combinaison de divers matériaux solides. Phonétiquement, il est en chinois proche de celui qui désigne l'arche de Noé (métaphore utilisée par les médias chinois). 

Ce mot est emprunté au vocabulaire militaire qui l’utilise pour désigner l’hôpital de campagne,. Il s'agit alors d'équipements médicaux conçus pour le terrain : mobiles, modulaires, notamment composés de cabines mobiles et parfois de tentes, auvents, etc. Ces unités sont individuellement dédiées au traitement d'urgence, à la chirurgie, à l'examen clinique, au repos, à la décontamination, à la préparation de repas, à la conservation de cadavres, etc. 

En cas de crise sanitaire, ces cabines peuvent être transportées in situ et contribuer à l'installation rapide d’un hôpital de classe II.

## Dans le contexte de la pandémie de COVID-19 (2019-2020)
Depuis février 2020, l'expression « Hôpital Fangcang » s'est répandue dans le monde, faisant référence à un concept qui n’avait pas été utilisé dans la société civile en temps de paix à grande échelle depuis la pandémie de grippe espagnole : celui de grands hôpitaux civils temporaires, construits en urgence en convertissant des lieux publics pour freiner une épidémie ou pandémie. Des lieux publics sont souvent réquisitionnés comme abri pendant ou après une catastrophe naturelle ou une catastrophe technologique majeure, mais dans le cas de l'épidémie de Covid-19, les autorités sanitaires chinoises ont en quelques jours reconfiguré des lieux existants, de grande taille, avec des objectifs de biosécurité et dans le cadre d'une stratégie de lutte anti-épidémique à grande échelle.

### Histoire
La Chine a construit des hôpitaux à Fangcang à la suite du séisme de 2008 au Sichuan et au séisme de 2010 de Yushu,. La littérature chinoise introduite depuis l'ouest[pas clair] sur le concept de « Fangcang médical » dès 1989.

### Histoire récente (pandémie de COVID-19)
Début février 2020, Wuhan est l'épicentre du début de la pandémie de COVID-19 (selon un bilan publié le 27 mars 2020 Wuhan a enregistré plus de 60% de tous les cas confirmés en Chine qui a dans un premier temps sursaturé les services d'urgence et de santé) ; les hôpitaux manquant déjà de lits pour les malades du COVID-19, la construction d'hôpitaux Fangcang a été lancée (le  3 février) ; Entre le 3 et le 5 février 2020, les trois premiers  ont été mis en service à Wuhan. En tout seize de ces hôpitaux ont été construits dans l'épicentre de l'épidémie. 
- Plus de 8000 agents de santé répartis en 94 équipes médicales y ont été envoyés dans un premier temps, venus de l'ensemble de la Chine. Au 12 février, 29 provinces chinoises avaient déjà envoyé 189 équipes médicales renforcer celles de la province du Hubei, soit plus de 20 000 professionnels en plus ;
- Durant 35 jours à partir de l'ouverture du premier hôpital temporaire, seize hôpitaux de fortune Fangcang de Wuhan ont guéri 12000 patients[réf. nécessaire] atteints du COVID-19 (mais présentant des symptômes légers à modérés) ;
- En moyenne, pour quatre patients atteints du COVID-19 confirmés à Wuhan, un patient a été traité dans un hôpital Fangcang[13] ;
- En mars, alors que le nombre de nouveaux malades avait fortement diminué, après environ cinq semaines de fonctionnement 24h/24, ces hôpitaux provisoires ont peu à peu fermé leurs portes ; le premier a été fermé le 1er mars 2020 et le dernier 10 jours plus tard[14],[15],[13].

### Autres exemples
Début 2020, la Chine a rapidement traduit et publié ses stratégies, guides de gestion et les directives cliniques relatifs aux hôpitaux des refuges de Fangcang dans les langues d'autres pays confrontés à des épidémies de COVID-19 en croissance rapide. 

Elle a envoyé des experts ayant vécu l'expérience de construction et gestion d'hôpitaux-refuges dans d'autres pays pour les conseiller.
D'autres exemples ont suivi : 
- en Italie, malgré une stratégie de report des opérations et rendez vous médicaux non-urgents, en mars en Lombardie, plus de 80% des lits étaient occupés par des malades de COVID-19 ;
- en Serbie des hôpitaux de type Fangcang ont été installés, puis en Iran, aux États-Unis ;
- au Royaume-Uni à Londres, un hôpital de campagne a été installé en neuf jours à Nightingale avec l’aide de l’armée dans un centre de conférences. Ouvert le 03 avril, il passera de 500 lits à 4.000 (équivalent de dix hôpitaux classiques) et 16.000 soignants y sont prévus. D'autres équivalents sont prévus à Birmingham (centre), à Manchester (nord), Harrogate (nord) et Bristol (sud-ouest), pour un total de plus de 7.000 lits. 
L’Écosse prévoit un centre de 300 puis 1.000 lits et le Pays de Galles prévoit 6.000 lits dans plusieurs hôpitaux de campagne installés dans des stades ou des centres de loisirs. Ils ont notamment mission de dépister le personnel soignant malade (car 8 % était déjà début avril en isolement en raison de symptômes) ;
- L'Espagne a fait de même ;
- D'autres pays suivront probablement, dont en Afrique subsaharienne et Asie, pour les mêmes raisons.

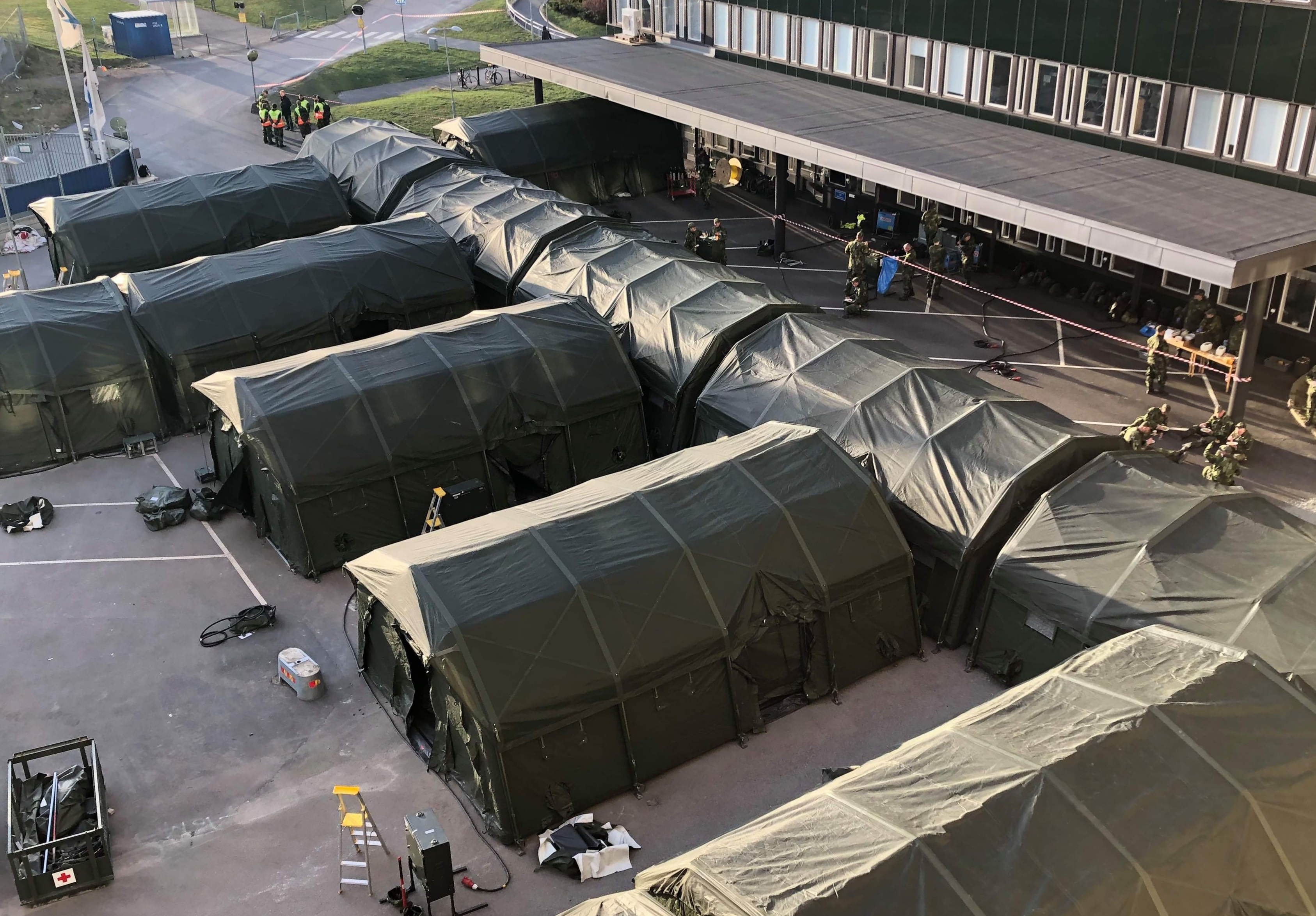
Hôpital de campagne construit à l'extérieur de l'hôpital de l'Est (Östra sjukhuset) de Gothenburg en Suède, incluant des unités de soin intensif pour des patients touchés par la COVID-19.
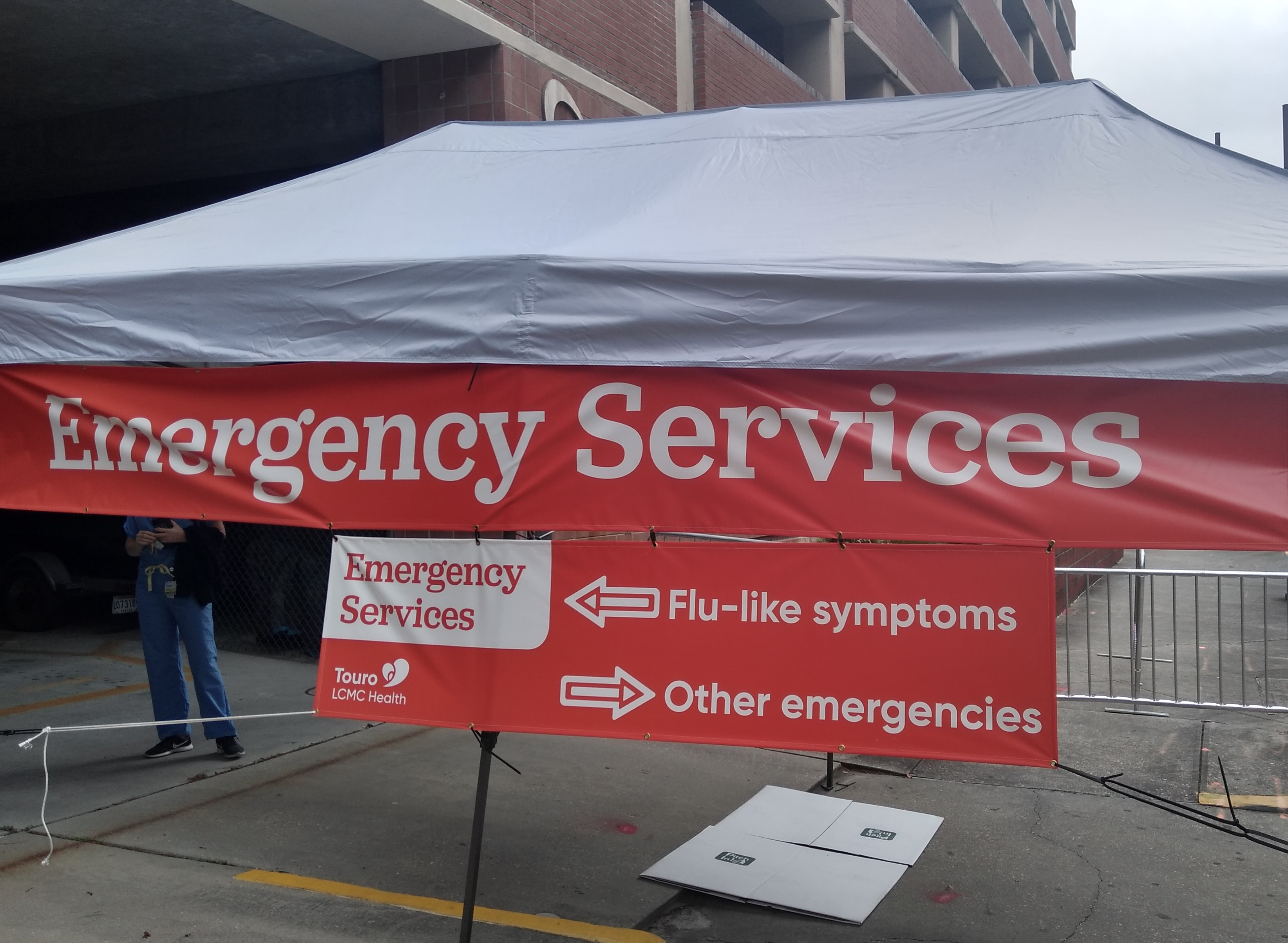
Point de Triage médical extérieur, visant à ne pas mélanger les malades de la COVID-19 à  ceux qui viennent pour d'autres pathologies, ici à la Nouvelle-Orléans.
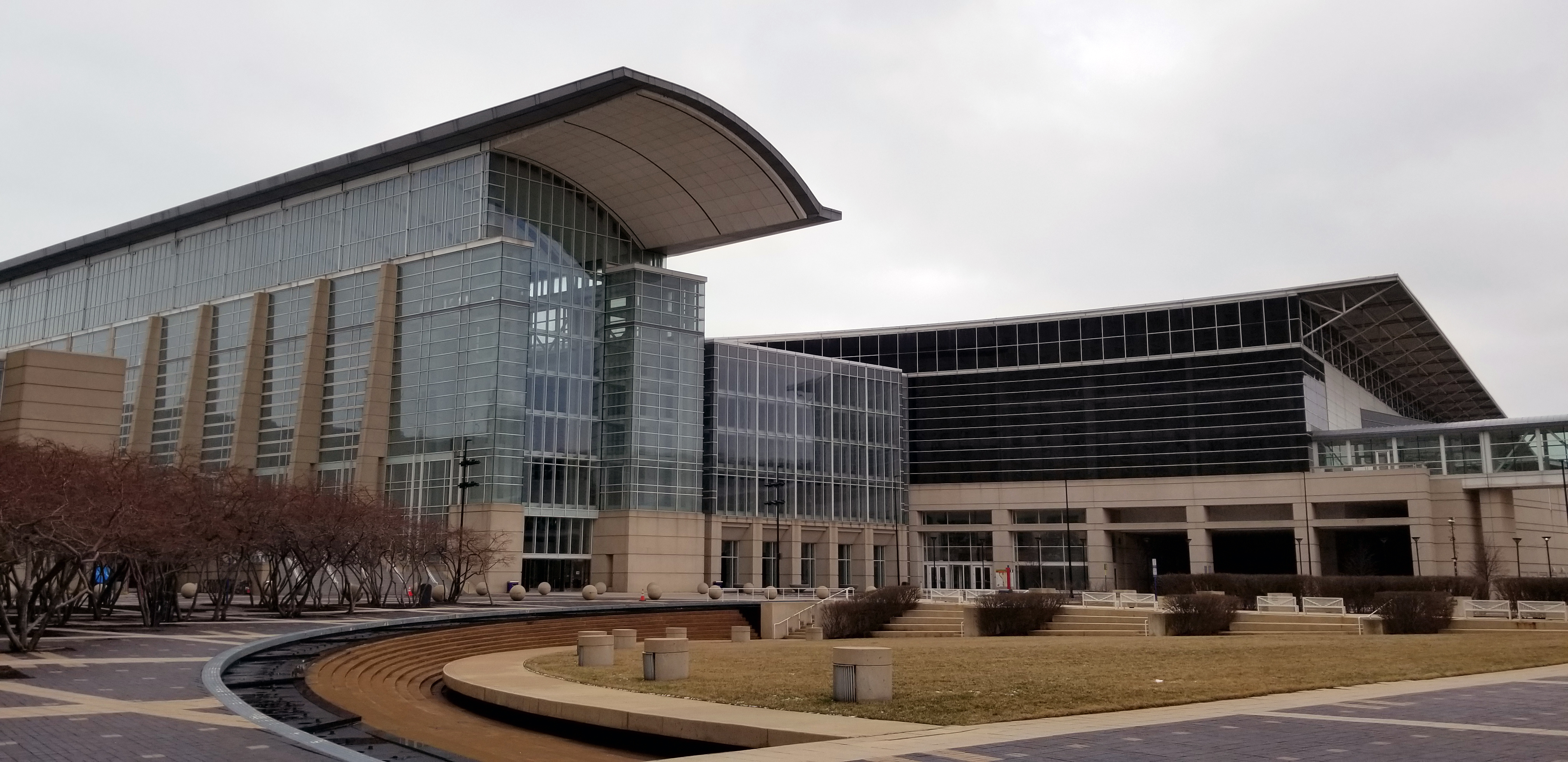
L'un des bâtiments du Centre McCormick de Chicago, Illinois en cours de conversion en un hôpital provisoire de 3000 lits

### Missions, fonctions
Les hôpitaux Fangcang ont accueilli les malades légers à modérés infectés par le virus ou présentant les symptômes d'une infection, les cas graves étant dirigés vers les services d'urgence. 
Ces hôpitaux avaient cinq grandes missions et fonctions : 
1. Isoler les porteurs de virus des activités sociales impliquant une proximité physique avec d'autres personnes et donc leur permettre d'être pour au moins deux semaines hors de leurs familles et communautés. L'isolement de patients à symptômes légers à modérés (en étant plus actifs que les malades graves, ils risquent plus de contribuer à la contagion dans leurs famille et communauté), l'hôpital-refuge (le Fangcang) les isole plus efficacement qu'à domicile[2] ;
2. triage stratégique : les malades sévèrement touchés ou en état critique sont orientés vers les hôpitaux traditionnels, de niveau supérieur[2] ;
3. Soigner par des médicaments antiviraux, antipyrétiques et si nécessaire antibiotiques ainsi que par la médecine traditionnelle chinoise, mais aussi par une supplémentation en oxygène et en fluides intraveineux, tout en procurant des conseils en santé mentale. Pour les aider, dès quelques jours après l'ouverture des premiers hôpitaux-refuges Fangcang, les agents de santé de Wuhan avaient accès via le cloud à des systèmes d'information électroniques les connectant à des hôpitaux de niveau supérieur, « pour la tenue de dossiers, le transfert de données et la surveillance de la qualité des soins et des résultats »[2] ;
4. Surveiller l'évolution de chaque malade : fréquence respiratoire, température, désaturation en oxygène et pression artérielle étaient mesurées plusieurs fois par jour. Le personnel disposait de tests, et de services d'imagerie médicale et de laboratoires (dans les unités de santé mobiles à l'extérieur des hôpitaux). Si le rythme cardiaque dépassait 130 battements par minute, si la saturation en oxygène du sang dépassait 93%, si la pression partielle d'oxygène ou fraction d'oxygène inspirée était de 300 mm Hg ou moins, si l'imagerie pulmonaire montrait que la lésion pulmonaire avait progressé de 50 % ou plus en 24 à 48 heures ou si le patient présentait des signes de maladies chroniques graves dans ce contexte (hypertension, diabète, maladie coronarienne, cancer, maladie pulmonaire structurelle, maladie cardiopulmonaire ou immunodéficience), alors le patient était réorienté vers un hôpital disposant de places en soins intensifs. 
Pour pouvoir sortir, un patient devait avoir une température corporelle normale durant plus de trois jours, présenter des symptômes respiratoires très améliorés, une imagerie pulmonaire prouvant une résorption des lésions inflammatoires, et être testé négatif pour COVID-19 à deux reprises à au moins un jour d'intervalle. Alors il se douchait, enfilait des vêtements fraîchement lavés et était aspergé de désinfectant. Une fois dehors, avant de retrouver sa famille ou son logement, il devait encore passer 15 jours dans une zone de quarantaine à Wuhan (chambre d'hôtel réservée en général), avant de rentrer chez lui[2] ;
5. Engagement vital et social : l'hôpital-refuge fournissait l'hébergement, la nourriture, les toilettes et moyens d'hygiène ainsi que le maintien d'une vie sociale, de manière à faciliter la guérison, atténuer l'anxiété induite par le diagnostic d'une COVID-19 et l'isolement, en encourageant une communauté à se créer entre patients et avec les soignants en se soutenant mutuellement et s'engageant dans des activités sociales et émotionnellement gratifiantes. Les patients en guérison mangeaient ensemble, regardaient la télévision et pouvaient danser, lire et célébrer les anniversaires[2].

### Fonctionnement
Ces hôpitaux ont été construits en suivant le principe San qu liang tong dao des « trois zones et deux passages », notamment mis en œuvre dans les services d'isolement des hôpitaux
1. une zone contaminée où vivent les patients ;
2. une zone semi-propre où les agents de santé mettent et retirent leurs combinaisons de protection ;
3. une zone propre, où les fournitures sont reçues et rangées.

Les deux passages servent aux patients pour l'une, et aux agents de santé pour l'autre. 

### Efficacité
Les seize hôpitaux Fangcang chinois aménagés en trois semaines ont fourni 13 000 lits hospitaliers. Au 10 mars 2020, 12 000 patients y avaient été soignés et hébergés qui autrement auraient été confinés à leur domicile en risquant de contaminer leurs proches. Ces hôpitaux ont fortement contribué à la stratégie chinoise qui était « ne laisser aucun patient sans surveillance ou sans traitement ».
Plusieurs études ont documenté cette stratégie de soins, et ont conclu à son efficacité. 
Selon les statistiques chinoises, L'utilisation des hôpitaux Fangcang a permis l'amélioration des chances de survie des cas de COVID-19 et a joué un rôle important.« Le nombre de cas confirmés à Wuhan a régulièrement diminué depuis le 18 février 2020, 12 jours après que les premiers hôpitaux du refuge de Fangcang ont commencé à admettre des patients ».
Accroitre le nombre de lits et adapter le système de santé aux besoins des patients touchés par la COVID-19 est considéré par l'OMS comme une mesure fondamentale pour contrecarrer la diffusion du virus par la contagion 
.
Un objectif en augmentant les capacités de soins intensifs (dont en formant le personnel et en augmentant le nombre de respirateurs et de lits), est inscrit dans les lignes directrices écrites pour les hôpitaux et les services de soins de santé primaires par l'ECDC et le bureau régional européen de l'OMS.

### Retours d'expérience
Selon Simiao Chen & al. (2020) dans The Lancet : les retours d'expérience des hôpitaux-refuges Fangcang développés contre l'épidémie de COVID-19 en Chine sont les suivants :
- Une certaine refonte de l'architecture intérieure et l'achat de lits, matériel médical et des fournitures nécessaires à la vie de plusieurs milliers de personnes sont nécessaires, mais le coût et le temps sont bien moindres que pour la construction d'un hôpital normal[2] ;
- Le coût de fonctionnement est également bas car l'hôpital Fangcang n'a que des patients légèrement à modérément touchés, tous soignés pour la même maladie. Les soins sont moins divers et nécessitent moins de personnel soignant que dans un hôpital normal[23],[24],[2] ;
- les hôpitaux Fangcang n'ont pas vocation à traiter les patients gravement touchés ou dans un état critique ;  ces derniers sont plus facilement accueillis dans les services d'urgence (moins saturés grâce à aux hôpitaux-refuges qui diminuent l'encombrement des services d'urgence)[2] ;
- les soignants doivent être particulièrement bien protégés car ils sont exposés à d'importantes charges virales ; le lieu est conçu pour limiter le risque de contagion du personnel[2] ;
- des critiques ont été émises sur le fait que - dans certains cas - les lits étaient trop proches les uns des autres ce qui favorise des contaminations croisées ou de lit à lit ;
- les hôpitaux Fangcang  peuvent être rapidement mis en place (il a suffi de 39 heures pour convertir les trois premiers Fangcangs de Wuhan, qui ont fourni 4000 lits)[2],[25],[26] pour « ne pas laisser de patients non-traités » (susceptibles de contribuer à la diffusion de l'épidémie)[27],[2] ;
- Les autorités chinoises ont choisi ne pas isoler à leur domicile les malades légers à modérés[28],[29] car les premières données épidémiologiques montraient que 50 % des malades avaient au moins un membre de la famille atteint ; et que 75 à 80 % de tous les clusters étaient des clusters familiaux, ce qui faisait évoquer une contagion intrafamiliale élevée[30],[31],[32],[33],[34]. Isoler à domicile mettait la famille ou les proches en danger de contracter la COVID-19, alors que l' hôpital Fangcang laissait le temps au malade de guérir[2] ;
- Le manque d'intimité et le bruit la nuit peuvent être éprouvants dans ce type d'hôpital, mais l'isolement à domicile peut également être psychologiquement stressant pour le malade qui sait qu'il expose ainsi ses proches[35],[36] et qui peut craindre, s'il se sent subitement mal, de ne pas avoir accès assez rapidement à l'hôpital ou à un médecin… alors que dans un hôpital Fangcang, il se retrouve avec des pairs et des soignants dans un contexte qui peut lui offrir un soutien émotionnel et social pour aider à récupérer dans un contexte très stressant et perturbateur[37],[2] ;
- en outre l'isolement à domicile est parfois difficile à respecter (un patient seul ou peu symptomatique peut vouloir faire des courses, se divertir ou faire de l'exercice) et la progression de la maladie est plus difficile à suivre chez des milliers de malades dispersés chez eux. Alors que dans le système Fangcang, le suivi et les soins médicaux sont plus faciles à organiser, de même - si et quand cela est nécessaire - une réorientation rapide du patient vers un service d'urgence[32],[33],[34]. À Wuhan, lors de l'isolement des malades à domicile (avant l'ouverture des hôpitaux-refuges Fangcang), le délai entre l'apparition de symptômes préoccupants et l'arrivée dans un service de soins intensifs pouvait atteindre dix jours[38]. Ce délai a ensuite beaucoup diminué grâce aux hôpitaux, après une courte période d'adaptation, quand les ambulances ont commencé à être en nombre insuffisant (des alternatives ont été trouvées avec les taxis et réseaux sociaux)[2] ;
- l'hôpital Fangcang pourraient donc s'avérer très utile pour de futures urgences de santé publique (épidémies/pandémies, autres événements impliquant des maladies ou des blessures à grande échelle ou dont le risque croît (ex : empoisonnements de masse, catastrophes naturelles)[2].

#### Conditions de réussites
Selon une étude rétrospective, pour bien fonctionner et remplir son rôle stratégique dans une crise épidémiologique, un hôpital-refuge Fangcang a besoin doit respecter les conditions suivantes : 
- il doit être installé rapidement et en des lieux judicieux[2] ;
- il a besoin d'une logistique matérielle et de transport (ambulances). Il a besoin de ressources humaines (en 2020, il s'agissait de médecins ou infirmières venus de toute la Chine et ayant reçu une formation accélérée sur ce qu'on savait déjà sur la COVID-19, avec les preuves et les meilleures pratiques actuelles de diagnostic, soins et prévention de co-infections, ainsi sur la protection contre le virus)[2] ;
- il a besoin de ressources matérielles (lits, tenues de protection, matériel d'hygiène, etc.) et médicales. Il a aussi besoin d'une bonne stratégie de communication et d'engagement du public (afin que ce dernier connaisse l'existence et la localisation de ces hôpitaux-refuges, et qu'il soit rapidement, dont via les réseaux sociaux, informé des résultats obtenus par ces hôpitaux)[3],[2] ;
- il a besoin d'une gouvernance de type gestion de crise ; la crise épidémiologique de 2019-2020 a été coordonnée, sous l'égide de la Commission nationale de la santé, par une cellule dirigée par le Premier ministre chinois, et un « groupe de leadership central » pour la province du Hubei, dirigé par le vice-premier ministre qui a déménagé sur place pour piloter la gouvernance. En parallèle, la commission nationale organisait les mesures barrière et hospitalières, la recherche scientifique sur le virus et son traitement, et la logistique (fournitures médicales notamment)[2]. Une fois la décision prise à haut niveau par le Central Leadership Group for Hubei Province, la Commission nationale de la santé a guidé leur conception et mise en œuvre, mais c'est l'autorité communale de prévention et de contrôle de COVID-19 qui a entrepris les travaux d'aménagement, puis géré les opérations quotidiennes, y compris les soins cliniques, l'approvisionnement et la fourniture de produits de santé et de nourriture, de services publics et de sécurité[2] ;

- il a besoin que soient implémentées et respectées des mesures efficaces de prévention et gestion du risque nosocomial et de co-infection (ex : « tous les patients devaient être positifs pour COVID-19 et négatifs pour la grippe avant leur admission » et « les patients recevaient un à deux masques de protection par jour, qu'ils devaient porter pour réduire le risque de transmission et d'acquisition de maladies respiratoires infectieuses » et le personnel de santé a été formé à respecter dans les Fangcangs des procédures et protocoles opératoires normalisés quant à la circulation d'une zone à l'autre (zones contaminées, semi-propres et propres) et à l'utilisation des équipements de protection, calqués sur le modèle hospitalier de lutte contre le risque nosocomial[2] ;
- il a enfin besoin que l'hôpital puisse aussi offrir aux patients un minimum d'intimité. Des cloisons séparant les unités de lit en des espaces évoquant les chambres et salles d'hôpitaux et les hommes et femmes vivaient dans des zones séparées (dans un cas à deux étages différents)[2].

### Lieu de Recherche

#### Tests de remèdes traditionnels
Un cocktail de plantes médicinales, dit Qingfei Paidutang a été testé dans les Hôpitaux Fangcang, il a été recommandé aux établissements médicaux dans toute la Chine dès le 6 février 2020 (après une analyse des données sur 214 cas).

#### Expérience sur le rôle de la température de l'air
L’examen rétrospectif de l'épidémie de SRAS de 2003 dans le Guangdong a pu donner l’impression que l'intensité de l'épidémie avait pu être localement influencée par les conditions météorologiques et qu’elle s'était progressivement apaisée avec le réchauffement de la température moyenne en avril-mai (il pourrait aussi d’agir des UV solaires qui sont plus présents, et on sait que le MERS survit chez le dromadaire au Moyen-Orient dans des régions chaudes)[réf. nécessaire] ;
Des médecins chinois ont supposé que les différences régionales de températures de l'air (AT) dans différentes régions de Chine pourraient aussi contribuer aux variations géographiques de taux de mortalité constatée sur le terrain (le froid peut affaiblir l’immunité face aux maladies respiratoires et des tests faits en 2010 sur des coronavirus proches du SARS-CoV-2 montraient que la température de l’air et son hygrométrie modulaient la durée de persistance de l’infectiosité du virus déposé sur des surfaces,). Ils ont voulu tester l’hypothèse qu’une augmentation de la température de l’air des lieux de soins pourrait aider les malades à guérir. 
Trois chercheurs chinois en 2020 n’ont pas trouvé de corrélation entre la température extérieure de l’air à Wuhan ou dans le Hubei et le risque de contracter le virus ; par contre la mortalité parmi les cas confirmés et plus encore celle des patients sévères était significativement liée à la température : une augmentation de 1 °C par rapport à la moyenne se traduisait chez les cas confirmés par un risque moyen de mortalité diminuant de 0,44 % et  0,42 % pour les cas graves. La mortalité de la COVID19 a pu être réduite grâce à ces hôpitaux de fortune, et il semble que le chauffage ait pu aussi  y améliorer le taux de survie des cas de COVID-19 (sachant que ces hôpitaux n’accueillaient pas de cas critiques).

### Localisation des premiers hôpitaux Fangcang en février 2020
les premiers hôpitaux Fangcang ont été (en Chine) :
- Wuhan International Conference & Exhibition Center, Jianghan District

### Guide de bonnes pratiques
- National Health Commission of the People's Republic of China ;  Manual for working in Fangcang shelter hospitals (3e édition) , 22 février 2020 ; (en chinois)